# NGC 4072
NGC 4072 este o liner situată în constelația Părul Berenicei. A fost descoperită în 3 aprilie 1872 de către Ralph Copeland⁠(d).